# 蒙扎公园
蒙扎公园（Parco di Monza）是意大利北部伦巴第大区蒙扎的一座大型公园，面积688公頃（6.88平方），为欧洲第四大有围墙的公园，仅次于意大利韦纳里亚雷亚莱的la Mandria、英国伦敦的里士满公园和爱尔兰都柏林的凤凰公园。
蒙扎公园由拿破仑的养子Eugène de Beauharnais修建于法国占领意大利北部时期，完成于1805年，兰布罗河穿过公园南部。公园的三分之一是林地，其余的部分则是草坪。蒙扎的皇家别墅和蒙扎国家赛车场都坐落在附近。